# Кингстаун
Ки́нгстаун (англ. Kingstown) — крупнейший город и порт острова Сент-Винсент, столица государства Сент-Винсент и Гренадины, его коммерческий и политический центр. С населением 16 500 человек (2010 год) Кингстаун является самым густонаселённым поселением в стране. Он является центром сельскохозяйственной промышленности острова и туризма. Город находится в округе Святого Георгия в юго-западном части Сент-Винсента.

## Этимология
Основан в 1763 году, когда остров принадлежал Великобритании, и получил англ. название Кингстаун, буквально — «королевский город» (англ. king «король», town — «город»).

## История
Кингстаун был основан французскими поселенцами вскоре после 1722 года. В 1763 году англичане захватили острова, а с 1783 года острова по Версальскому мирному договору стали британской колонией. В 1979 году острова стали полностью независимым государством в составе Британского Содружества.
Созданный в 1765 году ботанический сад является одним из старейших в Западном полушарии. Уильям Блай, прославившийся благодаря мятежу на Баунти, привез в сад семя Хлебного дерева в 1793 году.
Город пострадал от великого урагана 1780 года, 584 из 600 строений было уничтожено.

## География
Расположен в защищенном заливе на юго-западной оконечности острова Сент-Винсент в архипелаге Наветренные острова, в восточной части архипелага Малые Антильские острова, в регионе Вест-Индия между Северной и Южной Америкой. Город окружен крутыми холмами.
Столица островного государства Сент-Винсент и Гренадины, также административный центр прихода Сент-Джордж.
Включает в себя пригород Арнос-Вэйл.

## Политика

### Международные отношения
В городе расположено консульство Финляндии, посольство Венесуэлы, Бразилии, Кубы, Китайской Республики (Тайвань).

## Религия
Епархия Кингстауна Римско-Католической церкви создана в 1989 году.

## Экономика
В Кингстауне находится штаб-квартира группы компаний Larson&Holz, предоставляющей сервис по доступу на внебиржевые рынки.

## Транспорт
В юго-восточной части Кингстауна в пригороде Арнос-Вэйл аэропорт Э. Т. Джошуа, названный в честь первого главного министра Сент-Винсента и Гренадин Эбенезера Джошуа. Авиакомпания LIAT осуществляет регулярные рейсы. Авиакомпания SVG Air осуществляет чартерные рейсы в карибском регионе.
Паромы связывают Кингстаун с островом Бекия.

## Образование
Работает медицинская школа Trinity School of Medicine
Средняя школа Сент Винсент Граммар Скул основана в 1908 году.

## Культура
Имеется ряд церквей XIX века, Музей истории чёрных карибов.
Ботанические сады Сент-Винсент и Гренадин основаны в 1765 году. Расположен на высоте 190 метров над уровнем моря.

## Спорт
В городе расположена штаб-квартира Олимпийского Комитета Сент-Винсента и Гренадин, Федерации Футбола Сент-Винсента и Гренадин, Ассоциации Тенниса Сент-Винсента и Гренадин.

### Крикет
На стадионе Арнос-Вэйл проводит международные матчи сборная Вест-Индии по крикету, в 2007 году проходил этап мирового кубка по крикету.

### Футбол
Сборная Сент-Винсента и Гренадин по футболу на стадионе Арнос-Вэйл проводила матчи отборочного турнира КОНКАКАФ на Чемпионат мира 1994, 1998, 2002, 2006, 2010, 2014 годов, Карибский кубок 1995, 2010.
В городе базируются футбольные клубы Avenues United FC, Digicel Jebelle FC, JG and Son Stingers FC, System 3 FC, выступающие в высшей лиге страны NLA Premier League.
На стадионе Виктория-Парк проводит домашние матчи футбольный клуб Avenues United FC.